# Теегин герл (журнал)
Теегин герл (калм. Свет в степи) — единственный калмыцкий литературно-художественный и общественно-политический журнал, издающийся в Элисте, Калмыкия. Теегин герл издаётся на русском и калмыцком языках. Учредителем журнала является Автономное учреждение Республики Калмыкия "Республиканское информационное агентство «Калмыкия». Журнал выходит один раз в два месяца. На октябрь 2014 год тираж журнала составлял 790 экземпляров.

## История
Современный журнал является преемником литературных и общественно-политических журналов «Мана келн» и «Улан туг». Первый номер журнала «Мана келн» вышел в 1928 году. Издание журнала «Мана келн» прекратилось в 1935 году. После «Мана келн» стал в конце 30-х годов выходил журнал «Улан туг». После депортации калмыков в 1942 году издание журнала «Улан туг» было прекращено. Вскоре после возвращения калмыков из ссылки и восстановления Калмыцкой АО в составе Ставропольского края в октябре 1957 года вышел альманах под современным наименованием «Теегин герл», который с 1981 года стал выходить в формате журнала.

## Известные сотрудники
- Санджи Каляев — народный поэт Калмыкии; ответственный редактор с 1961 по 1963 гг.;
- Нуров, Владимир Дорджиевич (род. 1938) — главный редактор, народный поэт Калмыкии;
- Бося Сангаджиева — народный поэт Калмыкии, главный редактор.

## Известные авторы
- Гриньков, Игорь Николаевич — автор повести «Белый пиджак, или Назидательная история о пагубном влиянии чрезмерного винопития», которая печаталась в журнале в 2006—2007 годах.

## Галерея

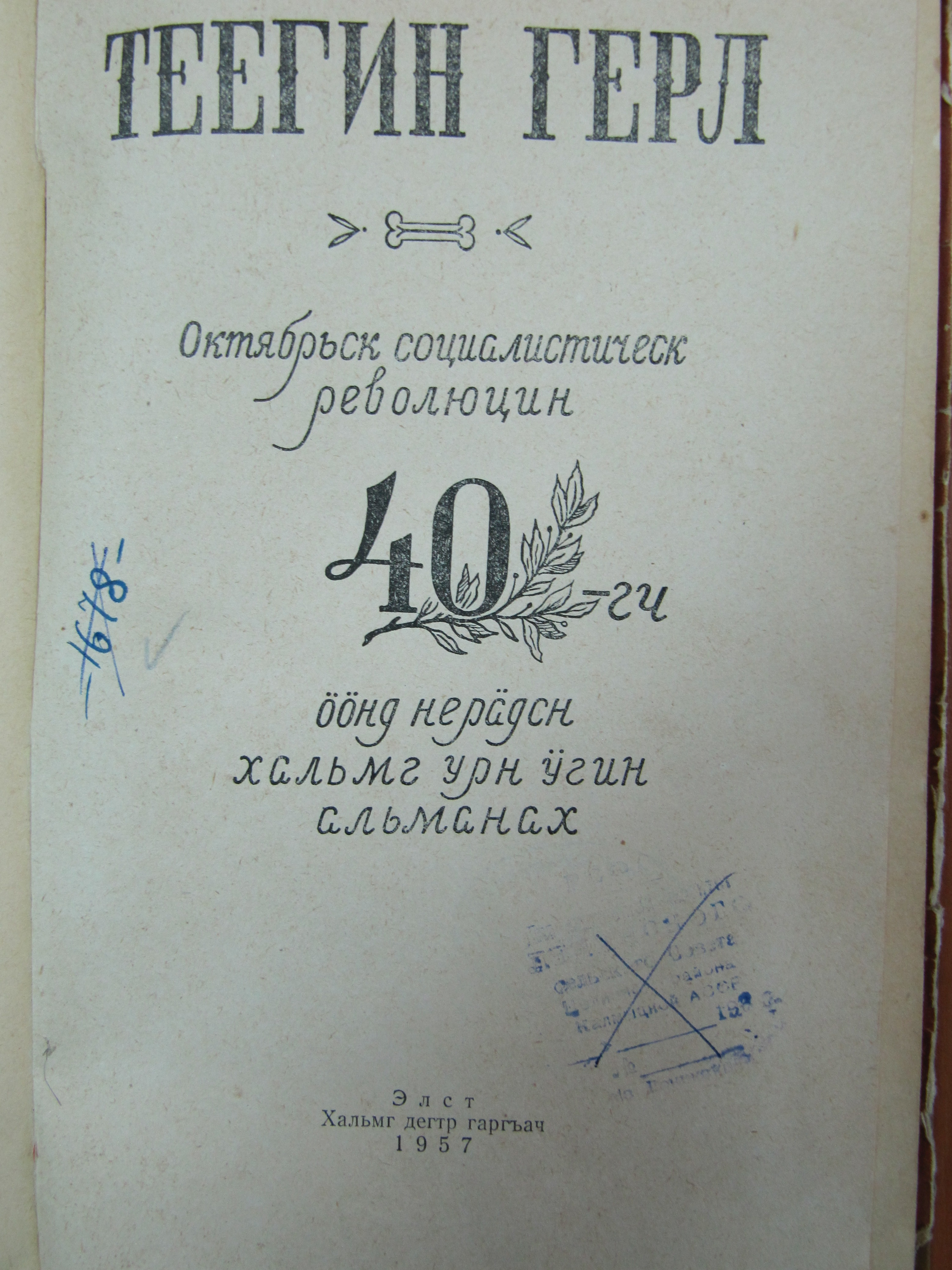
Первый номер журнала «Теегин герл», 1957 год
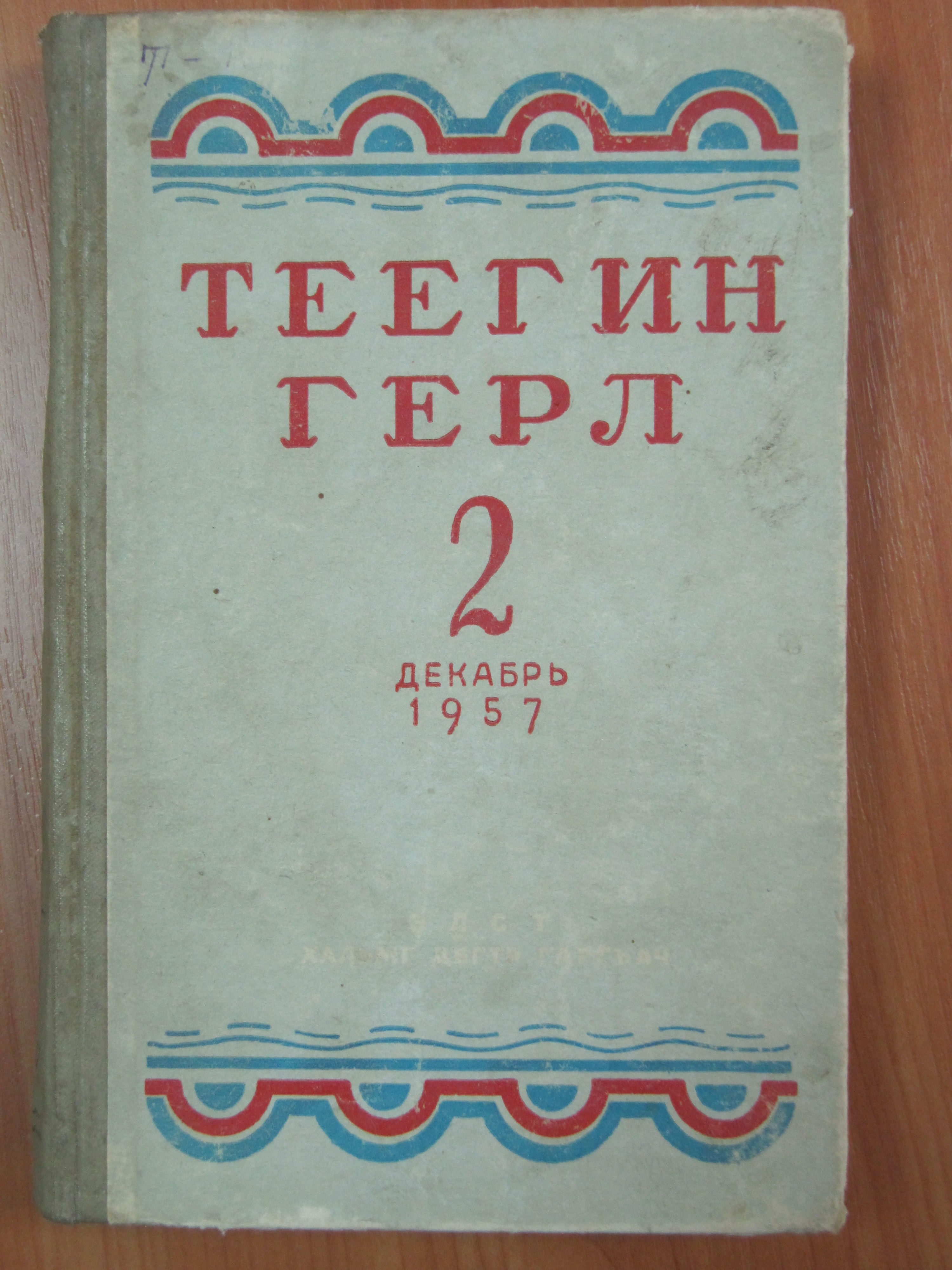
Второй номер журнала «Теегин герл», 1957 год
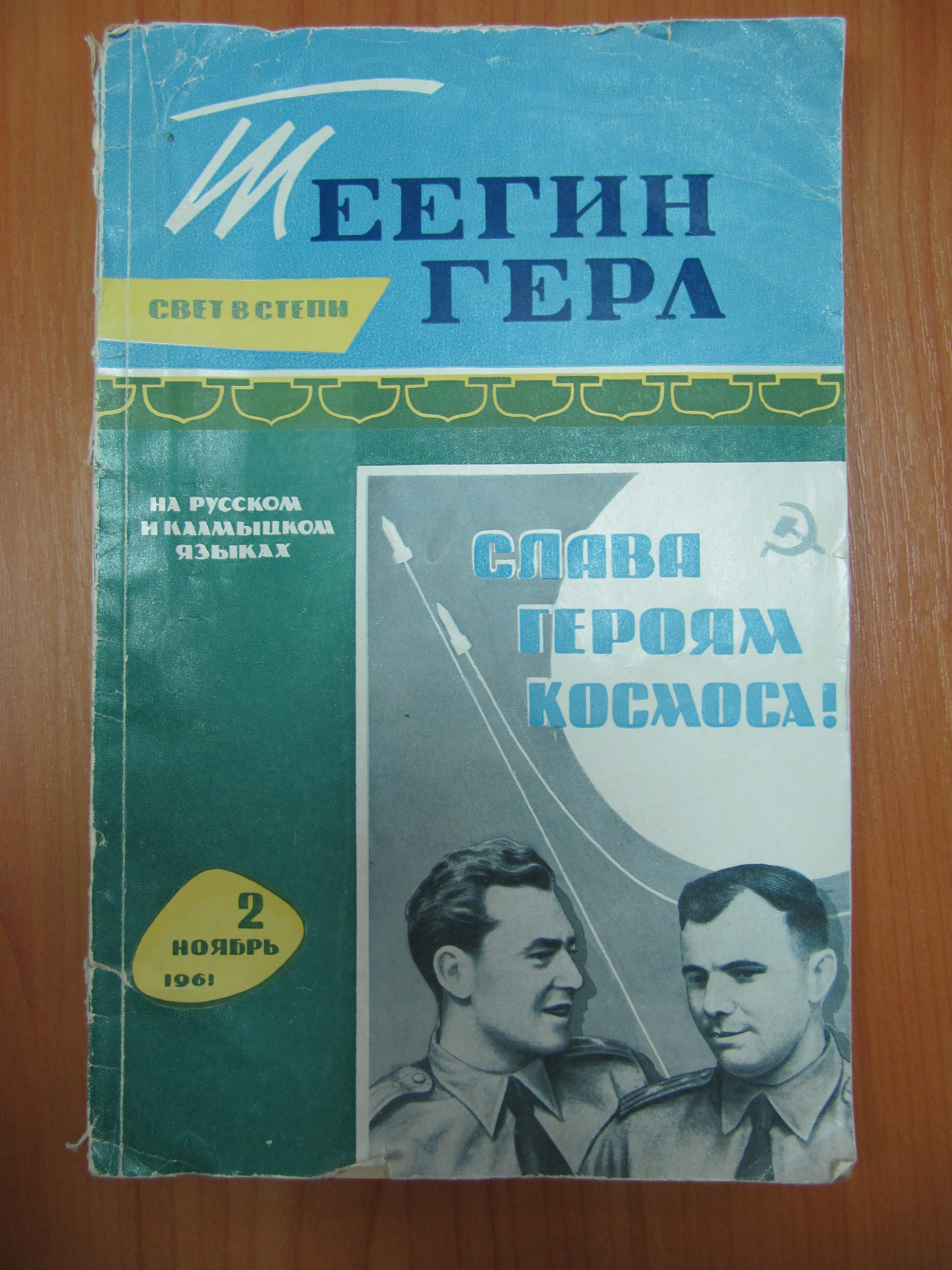
Журнал «Теегин герл», 1961 год